# Попков, Владимир Андреевич
Владимир Андреевич Попков (21 ноября 1940, деревня Сычевки, Дмитровский район, Московская область, РСФСР, СССР — 1 января 2023) — советский и российский учёный-педагог, академик РАО (1999).

## Биография
Родился 21 ноября 1940 года в деревне Сычевки Дмитровского района Московской области.
В 1963 году окончил 1-й Московский медицинский институт имени И. М. Сеченова.
В 1967 году защитил кандидатскую, в 1983 году — докторскую диссертацию в области фармацевтики, в 2002 году — защитил докторскую диссертацию в области педагогики, тема: «Критический стиль мышления в профессиональном самостановлении преподавателя высшей школы».
В 1984 году присвоено учёное звание профессора.
С 1988 по 1989 годы — директор Государственного НИИ стандартизации и контроля лекарственных средств.
В 1993 году избран членом-корреспондентом, в 1999 году — академиком Российской академии образования, состоял в Отделении профессионального образования.
С 2003 по 2017 годы — ведущий научный сотрудник факультета педагогического образования.
С 1982 года — заведующий кафедрой физической и коллоидной химии Первого Московского медицинского университета имени И. М. Сеченова.
Скончался 1 января 2023 года.

## Научная деятельность
Область научных интересов: непрерывное химическое образование в системе школа-ВУЗ; дидактика высшего образования; принципы комплексной стандартизации и оценки качества лекарственных средств.
Вел научные исследования, посвященные разработке современных методов и форм химического образования специалистов медико-биологического и фармацевтического профиля.
Под его руководством подготовлено и защищено 22 кандидатские и 8 докторских диссертаций на соискание ученой степени по фармацевтическим, химическим, медицинским и педагогическим наукам.
Имеет 15 авторских свидетельств и патентов.
Основные труды
- «Вузовское и послевузовское профессиональное образование: критическое осмысление проблем, поиск решений» (соавт., 2002);
- «Традиции и инновации в высшем профессиональном образовании» (соавт., 2003);
- «Зонная плавка лекарственных веществ» (2004);
- учебные пособия «Дидактика высшей школы» (соавт., 2001);
- «Сборник задач и упражнений по общей химии» (соавт., 2004);
- «Педагогика высшей школы» (соавт., 2016).

## Награды
- Медаль ордена «За заслуги перед Отечеством» I степени (2018)[3]
- Медаль ордена «За заслуги перед Отечеством» II степени (1998)[4]
- Заслуженный деятель науки Российской Федерации (1996)[5]
- Медаль «В ознаменование 100-летия со дня рождения Владимира Ильича Ленина» (1970)
- Премия Президента Российской Федерации в области образования (1998) — за разработку концепции «Новые подходы к взаимодействию средней и высшей школы в области химического образования. Концепция и практическая реализация» для высших учебных заведений и учебных заведений среднего профессионального образования[6]
- Нагрудный знак «За отличные успехи в работе» Государственного комитета СССР по народному образованию (1989)
- Медаль «В память 850-летия Москвы» (1997)
- Медаль К. Д. Ушинского (2000)
- Медаль Преподобного Сергия Радонежского II степени Русской Православной Церкви (2001)
- нагрудный знак «Почётный работник высшего профессионального образования Российской Федерации» (2003)
- Золотая медаль «За достижения в науке» Российской академии образования (2007)
- Медаль «За заслуги перед Первым МГМУ имени И. М. Сеченова»[7]
- Заслуженный профессор Первого МГМУ имени И. М. Сеченова[8]